# Scener fra en seng
|  | Denne artikel er oprettet af botten Steenthbot ud fra en ekstern database. Den kan derfor have sproglige fejl eller mangler. Denne skabelon kan fjernes efter kontrol af indholdet. |

Scener fra en seng er en dansk kortfilm fra 2009 instrueret af Sofie Stougaard og efter manuskript af Torbjørn Rafn.

## Handling
Frederik og Liv var ægte passion. De fik børn, hus, have, hund og fælles buget. De troede automatisk, at kærligheden ville følge med. Men pludselig en dag er den triste hverdag flyttet helt ind i soveværelset. 
"Scener fra en seng" fortæller i en ny form en gammel sandhed om, at kærligheden er svær, men værd at kæmpe for.